# 清涼寺 (平遥県)
清涼寺（せいりょうじ）は、中華人民共和国山西省晋中市平遥県卜宜郷にある仏教寺院。

## 歴史
清涼寺は元の至正2年（1342年）に創建された。
1970年代、平遥県人民政府は清涼寺を平遥県文物保護単位に認定した。2006年、中華人民共和国国務院は清涼寺を全国重点文物保護単位に認定した。かつて、寺の北魏石碑と三尊脇侍菩薩像が相次いで盗まれました。

## 伽藍
山門、中殿、七仏殿、東配殿、西配殿、東廊房、西廊房